# Rosa 'Heat Wave'
'Heat Wave' (el nombre del obtentor registrado de 'Heat Wave'® ), es un cultivar de rosa que fue conseguido en California en 1958 por el rosalista estadounidense Herb Swim.

## Descripción
'Heat Wave' es una rosa moderna cultivar del grupo Floribunda.
El cultivar procede del cruce de planta de semillero x 'Roundelay'.
Las formas arbustivas del cultivar tienen porte erguido y alcanza de 90 cm de alto. Poseen fuertes espinas. Las hojas son de color verde oscuro, semibrillante. Follaje coriáceo.
Capullos ovoides puntiagudos. Sus delicadas flores de color naranja o naranja-rojo. Fragancia media. Rosa de diámetro medio de 4". Grandes, completos. La flor con forma amplia, doble de 17 a 25 pétalos, generalmente en racimo. En pequeños grupos, capullos altos centrados, floración en forma de copa. 
Florece en oleadas a lo largo de la temporada. Primavera o verano son las épocas de máxima floración, si se le hacen podas más tarde tiene después floraciones dispersas.

## Origen
El cultivar fue desarrollado en California por el prolífico rosalista estadounidense Herb Swim en 1958. 'Heat Wave' es una rosa híbrida diploide con ascendentes parentales de planta de semillero x 'Roundelay'.
El obtentor fue registrado bajo el nombre cultivar de 'Heat Wave'® por Herb Swim en 1958 y se le dio el nombre comercial de exhibición 'Heat Wave'™.
También se la conoce por el sinónimo de 'Madame Paula Guisez'
- La rosa fue creada por Herb Swim en California antes de 1958 e introducida por Armstrong Nurseries en el resto de los Estados Unidos en 1958 como 'Heat Wave'.[1]
- La rosa 'Heat Wave' fue introducida en Estados Unidos con la patente "United States - Patent No: PP 1,786".[1]

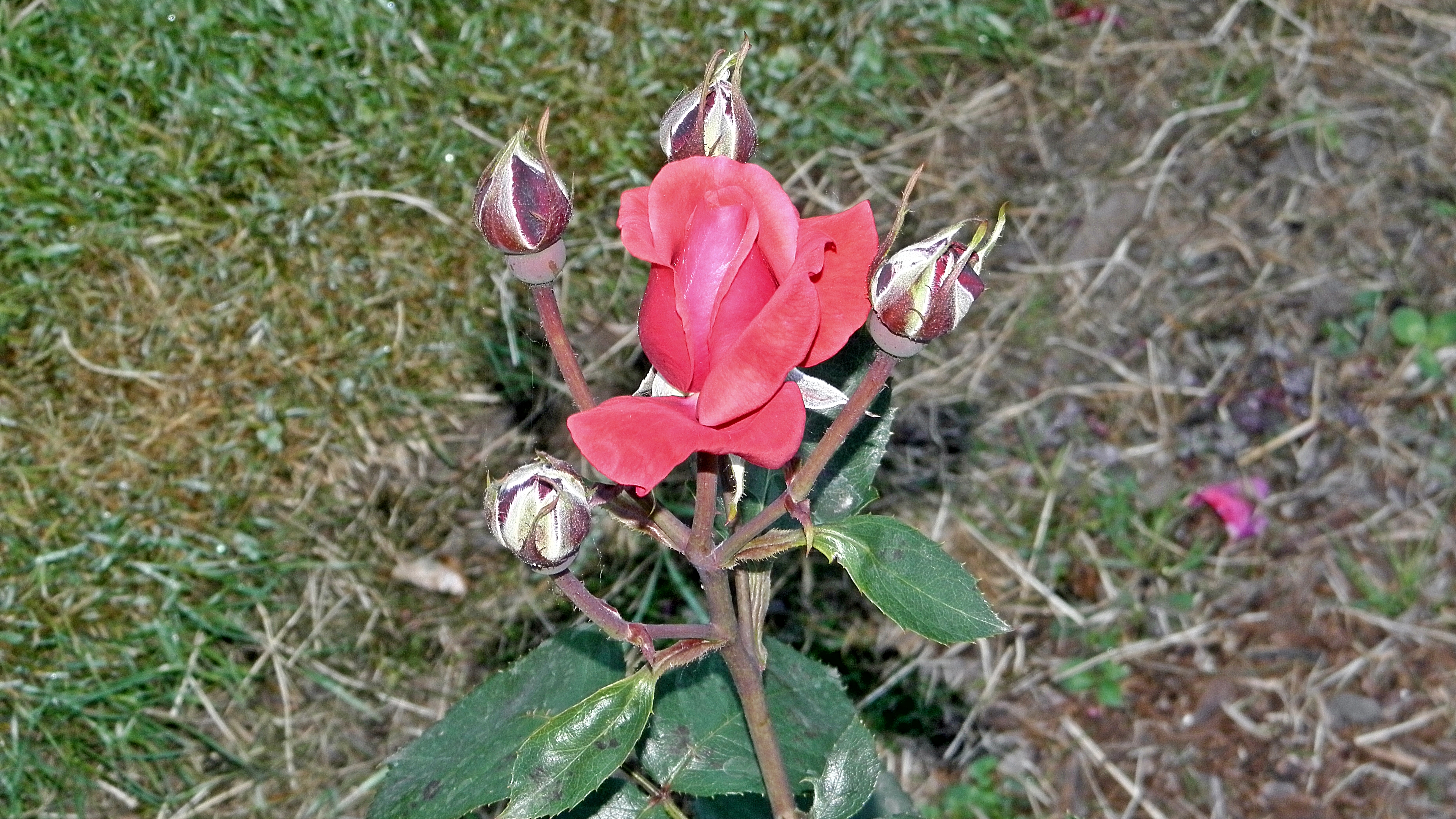
'Heat Wave'
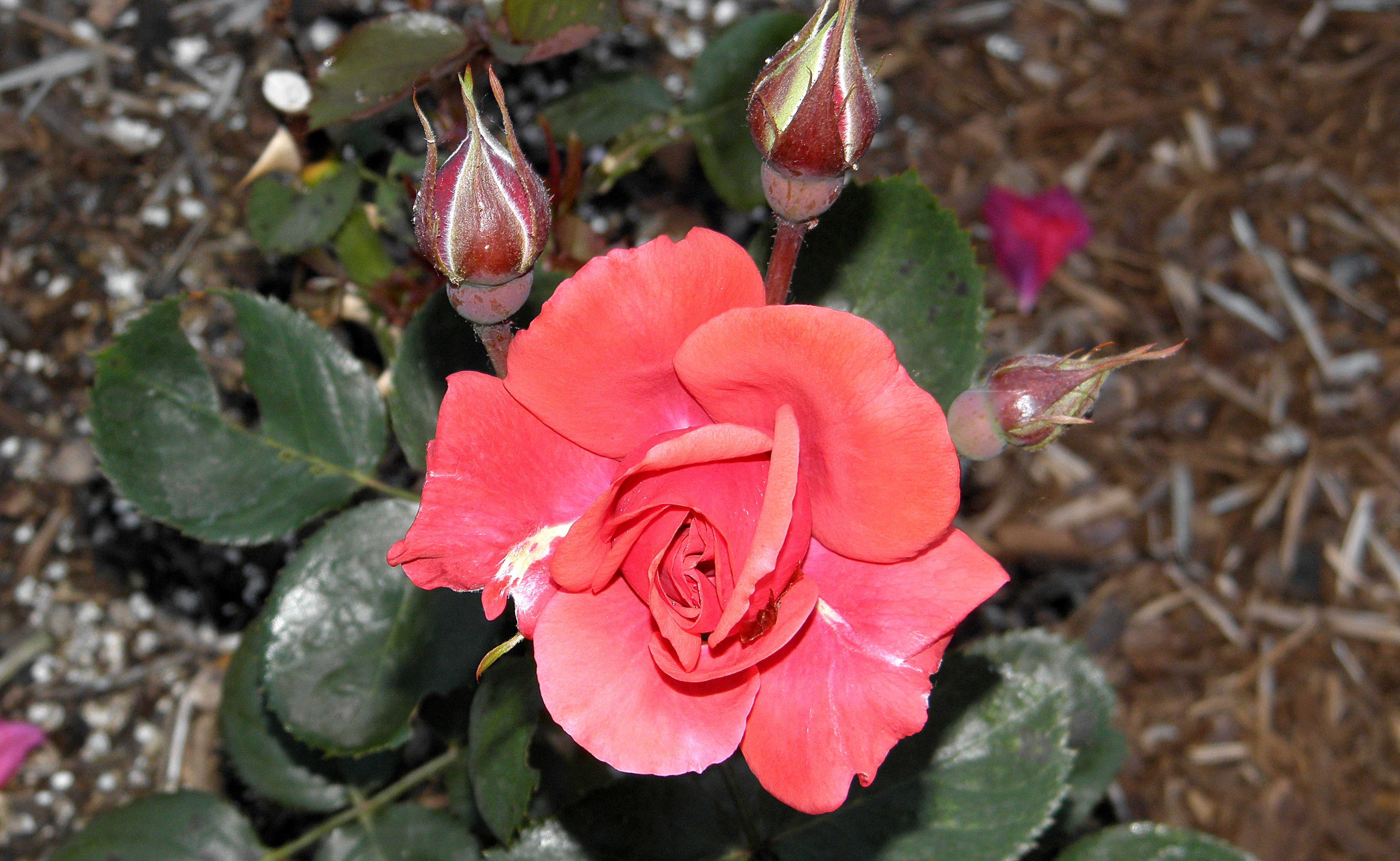
'Heat Wave'
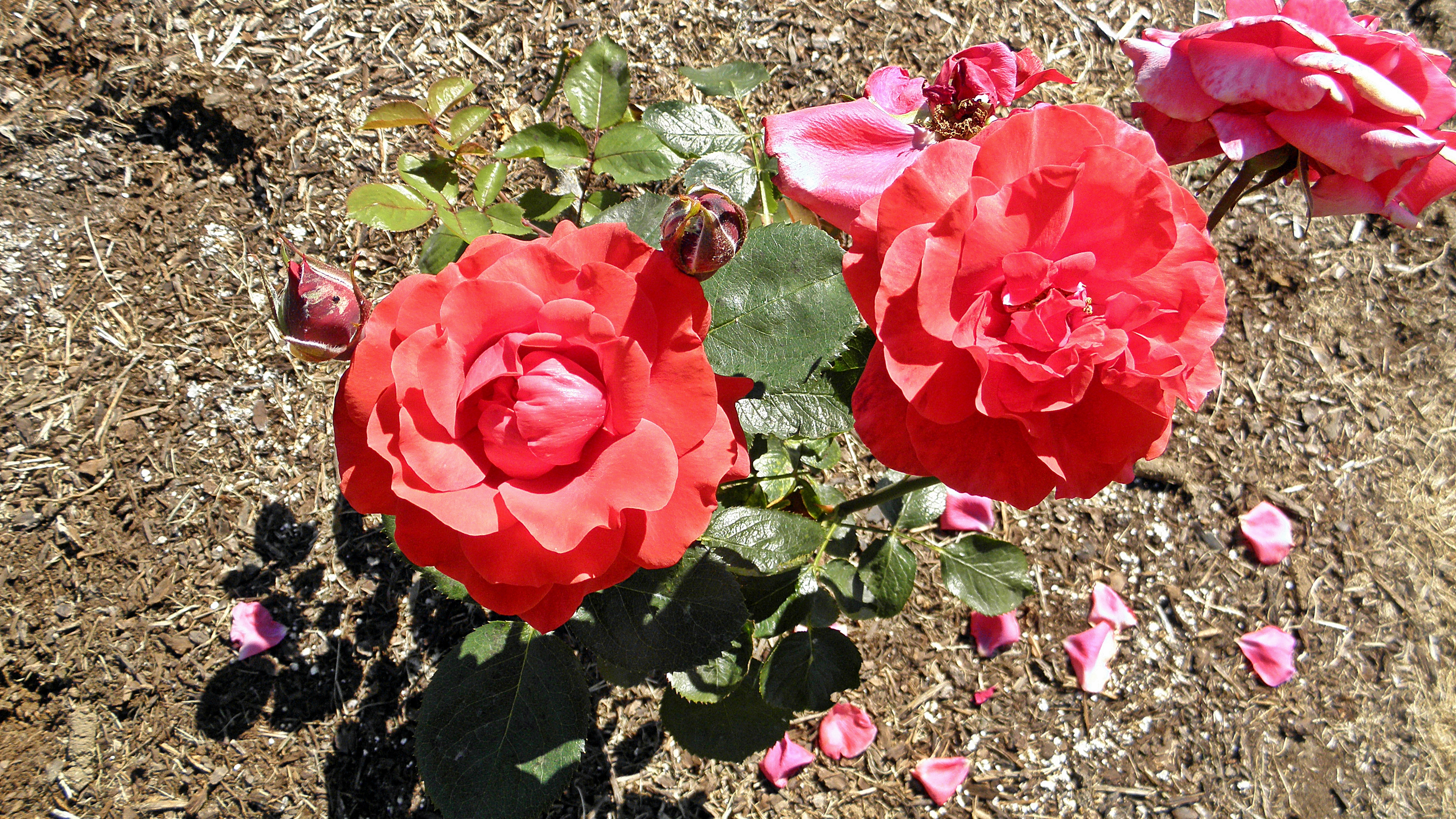
'Heat Wave'

## Cultivo
Aunque las plantas están generalmente libres de enfermedades, es posible que sufran de punto negro en climas más húmedos o en situaciones donde la circulación de aire es limitada.
Las plantas toleran media sombra, a pesar de que se desarrollan mejor a pleno sol. En América del Norte son capaces de ser cultivadas en USDA Hardiness Zones 6b a 10b. La resistencia y la popularidad de la variedad han visto generalizado su uso en cultivos en todo el mundo.
Puede ser utilizado para las flores cortadas, o jardín. Vigorosa. En la poda de Primavera es conveniente retirar las cañas viejas y madera muerta o enferma y recortar cañas que se cruzan. En climas más cálidos, recortar las cañas que quedan en alrededor de un tercio. En las zonas más frías, probablemente hay que podar un poco más que eso. Requiere protección contra la congelación de las heladas invernales.